# Kościół św. Rocha w Nowym Sączu
Kościół św. Rocha w Nowym Sączu – rzymskokatolicki kościół filialny parafii pod tym samym wezwaniem mieszczący się w Nowym Sączu, przy ulicy Dąbrówki, na osiedlu Dąbrówka.

## Historia kościoła
Jest to świątynia drewniana, jednonawowa, oszalowana, o konstrukcji zrębowej, z dachem stromym nakrytym blachą. Wybudowana w latach 1595-1608 przez norbertanów z Nowego Sącza. W latach 1924–1926 częściowo przebudowana przez dodanie przedsionka z ośmioboczną wieżyczką. Strop budowli płaski z polichromią późnorenesansową (z początku XVII wieku). Ołtarz główny z początku XVII w., silnie rekonstruowany w 1927 r., z obrazem św. Rocha z przełomu XVII i XVIII wieku. Świątynia do 1995 pełniła funkcję kościoła parafialnego.

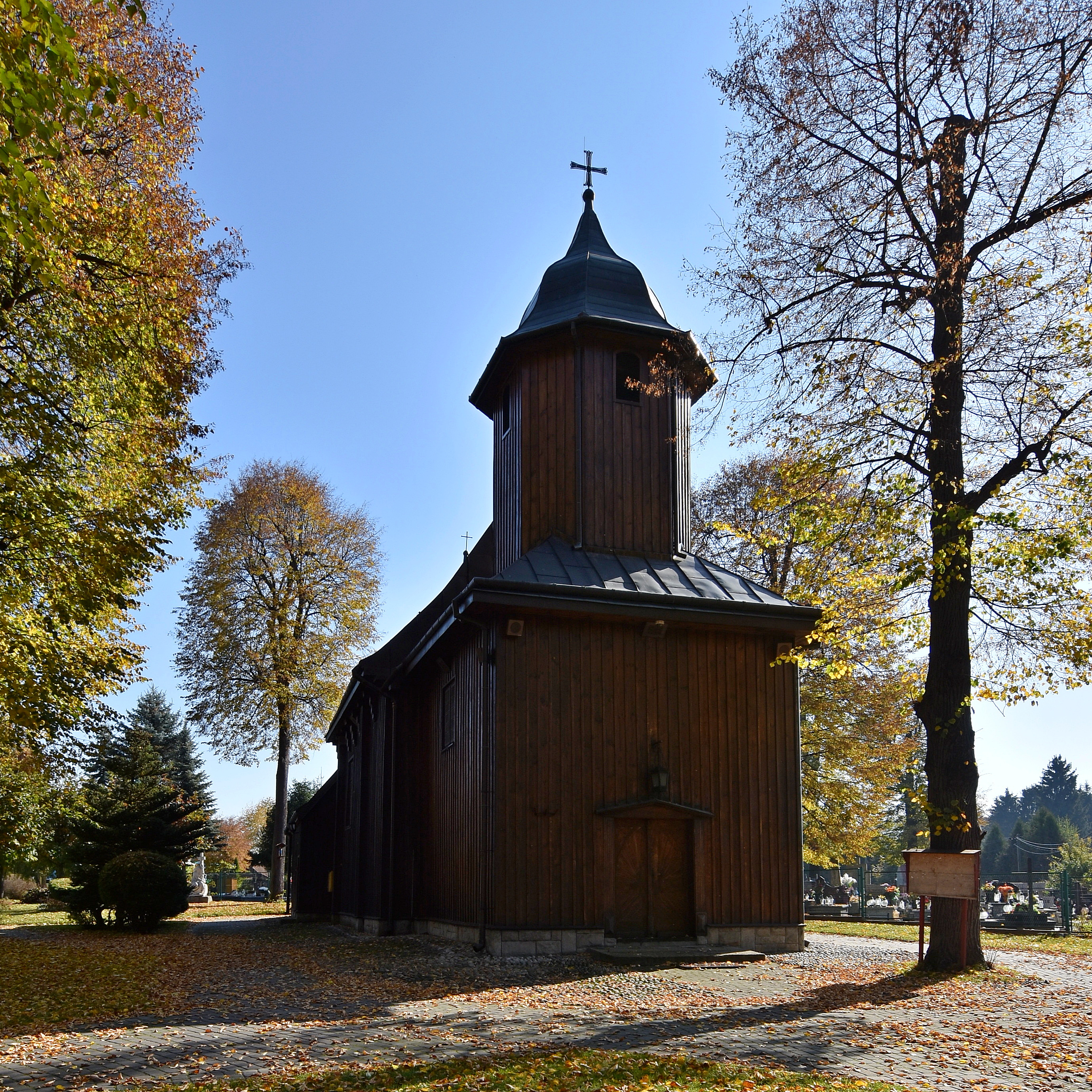
Elewacja frontowa
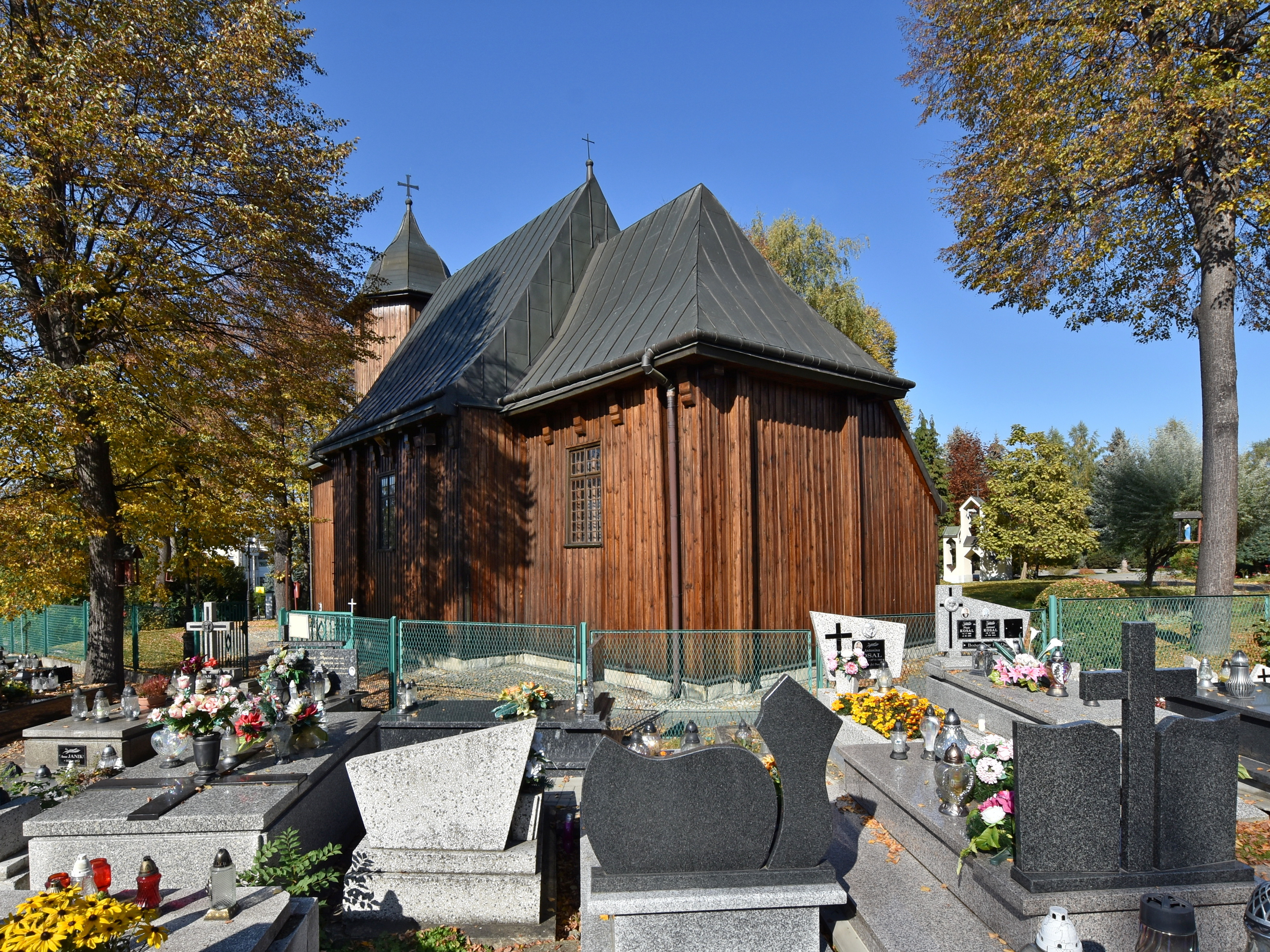
Widok od strony prezbiterium
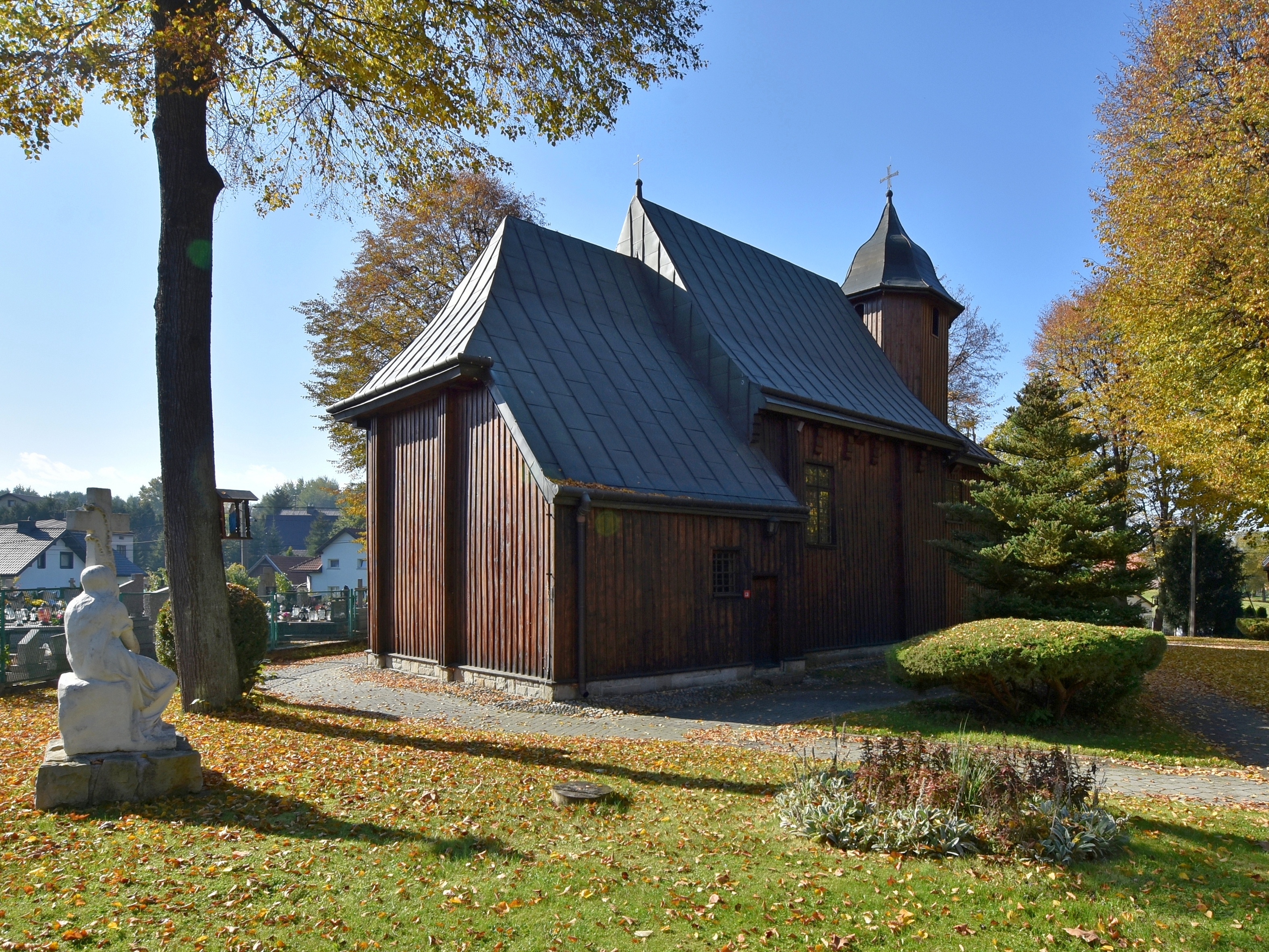
Elewacja boczna